# Lakeville (Indiana)
Lakeville es un pueblo ubicado en el condado de St. Joseph en el estado estadounidense de Indiana. En el Censo de 2019 tenía una población de 851 habitantes y una densidad poblacional de 497,5 personas por km².

## Geografía
Lakeville se encuentra ubicado en las coordenadas 41°31′44″N 86°16′31″O / 41.52889, -86.27528. Según la Oficina del Censo de los Estados Unidos, Lakeville tiene una superficie total de 1.58 km², de la cual 1.57 km² corresponden a tierra firme y (0.49%) 0.01 km² es agua.

## Demografía
Según el censo de 2010, había 786 personas residiendo en Lakeville. La densidad de población era de 497,5 hab./km². De los 786 habitantes, Lakeville estaba compuesto por el 97.46% blancos, el 0.13% eran afroamericanos, el 0.38% eran amerindios, el 0% eran asiáticos, el 0% eran isleños del Pacífico, el 0.51% eran de otras razas y el 1.53% pertenecían a dos o más razas. Del total de la población el 3.18% eran hispanos o latinos de cualquier raza.